# Anisodactylus similis
Anisodactylus similis är en skalbaggsart som beskrevs av Leconte 1851. Anisodactylus similis ingår i släktet Anisodactylus och familjen jordlöpare. Inga underarter finns listade i Catalogue of Life.